# Museo Nocenta Pisetta
El Museo Nocenta Pisetta es un museo situado en la ciudad de Chilecito, La Rioja, Argentina, cuyo nombre se debe a la escultora italiana Inocenta Turra de Pisetta quién se radicó en Chilecito. El museo cuenta con figuras de arcilla. También tiene una posada turística.

## El museo
Fue inaugurado el 1 de mayo de 1992, seis años después en 1998 fue abierto al público el Templo del Niño. Se trata de un pesebre de gran envergadura que le llevó a la escultora 25 años de trabajo.
Nocenta Pisetta llegó a la Argentina en 1930 desde Fiera di Primiero una comuna de la provincia de Trento, en Italia.
El museo cuenta con representaciones de familiares de la artista, niños, personajes literarios y regionales. Alguna de las obras que pueden verse en el son: "Maternidad", "Virgen del Valle", "Changuito con honda" e "Indio diaguita" además de una impresionante representación de la última cena.
Se exhibe también el comedor original de la casa compuesto por muebles tallados a mano.

## Historia familiar
La antigua casona, que data del año 1900, hoy "Posada Nocenta Pisetta" (Finca Turística), conserva su estructura y su estilo junto con sus muebles.
La actividad principal de la familia se centraba en las "Bodegas Pisetta Hnos". Un establecimiento que promediando los años 1870, tenía gran importancia en la provincia.
Carlos Pisetta, quien fue esposo de Nocenta, viudo y con más de 70 años viajó a Italia y propuso el casamiento a la familia de Inocenta Turra. De esa manera, en el año 1930 Nocenta llega a la Argentina.
Nocenta en sus primeros tiempos sólo dedicaba su tiempo a las tareas del hogar, sin darle mucho interés a incursionarse en el arte. En la Nochebuena de 1936 nació su primer y único hijo Carlos Pisetta, fruto del matrimonio entre la artista y Carlos Pisetta padre,
quien tiempo después muere en 1968 a los 31 años de edad luego de un trágico episodio.
Esto determina que Nocenta haga un giro en su vida, sumergida en el dolor, concibe un grandioso proyecto y realiza una promesa a la Virgen del Valle, que consistía en edificar "El Templo del Niño" dedicado al Niño Dios y albergar un pesebre de considerable envergadura en agradecimiento por haber tenido a su hijo. De esta forma Nocenta Pisetta, a los 63 años y sin ningún tipo de estudios artísticos, da comienzo al proyecto que le llevaría toda su vida en terminar. 
Es así que hoy se puede apreciar decenas de figuras modeladas en arcilla, cocidas a horno y de tamaños considerables que forman parte de diversas obras y motivos .
La artista muerte finalmente en Córdoba en 1990, a los 86 años de edad, sin poder ver su obra terminada.